# Lámpara Davy

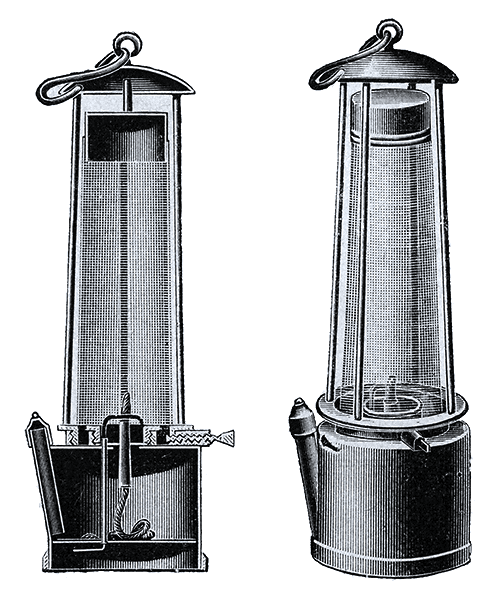
Lámpara Davy

La  lámpara de Davy  es una lámpara de seguridad inventada por el químico británico Sir Humphry Davy para evitar las explosiones causadas por la ignición del gas grisú en las minas de carbón. 
La descripción de la lámpara fue presentada en un artículo a la Royal Society de Londres el 9 de noviembre de 1815. Se trataba de una linterna de queroseno que tenía la llama protegida por una pantalla de tela metálica fina, la cual impedía la propagación de la llama.
Una versión moderna de esta linterna se utiliza para transportar la llama olímpica.